# Renato López
Renato López Uhthoff (Ciudad de México, 11 de marzo de 1983 - Jilotzingo, 23 de noviembre de 2016) fue un anfitrión de televisión, actor y músico mexicano.

## Biografía y carrera
Nació en 1983 en la Ciudad de México, pero se mudó con su familia a temprana edad hacia Estados Unidos, donde vivió en Los Ángeles, Miami y Nueva York. Desde los seis años protagonizaba comerciales y modelaba. Tenía una pequeña compañía de producción de disco en Los Ángeles y un estudio de grabación en la Ciudad de México.
Fue guitarrista de The Prom Kings, una banda de rock, y conductor de programas musicales en el canal Mun2, tales como El show y Vivo. López tenía un programa con su mismo nombre en Telehit que empezó el 14 de marzo del 2011.
En 2012 apareció en la película mexicana El cielo en tu mirada.[cita requerida]
Después de haber salido de Telehit, en agosto del 2012, empezó a conducir el programa Zona Trendy del canal E!. 
Sus colaboraciones con divas de pop mexicano incluían la composición de canciones para Paty Cantú tales como "Si pudiera", y un rol en un video musical Gloria Trevi "Vestida de azúcar".
Al momento de su muerte, conducía los programas E! Latin News en E! Latinoamérica, y MxDiseña en Canal Sony México. Protagonizó la película mexicana Macho, que había estrenado unos días antes, el 18 de noviembre y en el video musical epónimo del grupo musical Kinky.

## Trabajos póstumos
Después de su fallecimiento se estrenó la película mexicana Me gusta, pero me asusta en septiembre de 2017 en la que interpreta a Eric.

## Fallecimiento
Su cadáver y el de su publicista Omar Girón Juárez fueron encontrados con heridas de bala en un pueblo unos 20 km al oeste de Lomas Verdes, en el noroeste de la Zona Metropolitana del Valle de México. Hubo reportes de balazos la noche anterior, pero la policía aún no había sacado conclusiones de exactamente cómo murió López.
Sin embargo, se ha dado a conocer que el móvil de su homicidio fue por celos, dado que el actor salía con la novia de uno de los imputados por el delito.
En enero de 2024, se reportó la muerte de su padre Renato López Sr., quien fuera conocido por sus aportes a la industria del doblaje en México, ambos se encuentran sepultados en el Panteón Jardín de la Ciudad de México.